# شهرستان رازلوگ
شهرستان رازلوگ (به بلغاری: Razlog Municipality) یک شهرستان در بلغارستان است که در استان بلاگووگراد واقع شده‌است.